# Safe affordable fission engine
Safe affordable fission engine (SAFE) - экспериментальный газовый ядерный реактор производства НАСА и самый маленький реактор созданный для производства электричества в космосе. В научной литературе также упоминается под термином SAFE-400.
Реактор производит 400 КВт тепловой мощности и дает 100 КВт электрической мощности используя газовую турбину на основе Цикла Брайтона. 

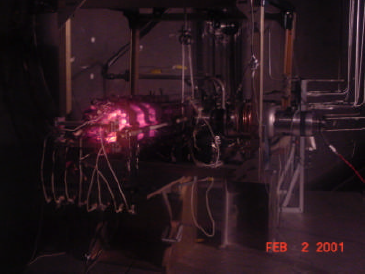
SAFE-30 первый прототип реактора

Ядерный реактор известен за счет миниатюрных размеров - около 50 сантиметров в высоту и 30 сантиметров в диаметре, вес около 512 кг. Он разработан Los Alamos National Laboratory и Космическим центром Маршалла под руководством Дейва Постона. 
Более маленькая версия реактора SAFE-30 была сделана ранее.
Топливом является нитрит урана в 381 ячейках. 
Ячейки с топливом окружены молибден-натриевым теплоотводом обеспечивающим снятие тепла в рабочую зону, которая заполнена смесью из гелия и ксенона; эта технология из трубок-теплообменников называется  heatpipe power system.
Интересным фактом является то, что учёные, ввиду высокого научного интереса к реактору, часть часов работы над ним работали как волонтеры.